# Belonuchus apiciventris
Belonuchus apiciventris (лат.) — вид жуков-стафилинид рода Belonuchus из подсемейства Staphylininae. Мексика.

## Описание
Коротконадкрылые хищные жуки, длина тела 9,2 мм. Форма тела удлинённая, слегка сплюснутая. Чёрная окраска на голове, переднеспинке, щитке, передней половине мезовентрита, задних 2/3 шестого видимого сегмента брюшка и брюшных грифельках. Красноватые на надкрыльях, ногах, задней половине мезовентрита, метавентрите, 1-5 видимых сегментах брюшка и передней трети 6 видимого сегмента. Простернум красновато-коричневый. Генитальный сегмент бледно-красноватый. Усики чёрные, с красновато-коричневым последним члеником; мандибулы, максиллярные и губные щупики коричневые. 4-й антенномер удлинённый, 5-й равен по длине своей ширине, 6-10-й поперечны. Мандибулы короче головы (соотношение 0,91); каждая жвала с двумя хорошо разделенными мелкими зубцами (базальным и средним); челюстной канал хорошо развит, наружный край широко отделен от внутреннего у основания, внутренний край килевидный почти до уровня среднего зубца, продолжается выше в виде вдавленной линии.

## Таксономия
Вид был впервые описан в 1885 году британским энтомологом Дэвидом Шарпом (1840—1922) под названием Philonthus apiciventris Sharp, 1885, а его валидный статус подтверждён в ходе ревизии, проведённой в 2022 году мексиканскими энтомологами Хуаном Маркесом (Juan Márquez) и Джульетой Асиайн (Julieta Asiain; Laboratorio de Sistemática Animal, Centro de Investigaciones Biológicas, Universidad Autónoma del Estado de Hidalgo, Hidalgo, Идальго, Мексика), по типовым материалам из Мексики. Сходен с Belonuchus tepoztecus и Belonuchus rufisternus.